# Tromsøya
Tromsøya (nordsamiska: Romssasuolu) är en ö i Tromsø kommun i Troms fylke i norra Norge. Ön ligger mellan fastlandet i öst och ön Kvaløya i väst och är 21,7 kvadratkilometer stor. 2018 fanns 39 882 invånare på ön vilket gör den till Norges folkrikaste.
På öns sydöstra del ligger staden Tromsøs centrum. Större delen av ön är bebyggd. Den mesta båttrafiken går på östsidan av Tromsøya, men större fartyg måste passera på västsidan, antingen mellan Tromsøya och Kvaløya eller på utsidan av Kvaløya. 
Det går en bro, Tromsøbron (öppnad 1960), från fastlandet i öst till Tromsøya. Det finns en annan bro vidare västerut, Sandnessundsbron (invigdes 1974), från Tromsøya till Kvaløya. 
År 1994 öppnades Tromsøysundstunneln som ytterligare sammanbinder ön med fastlandet. På öns västra del ligger Tromsø flygplats.

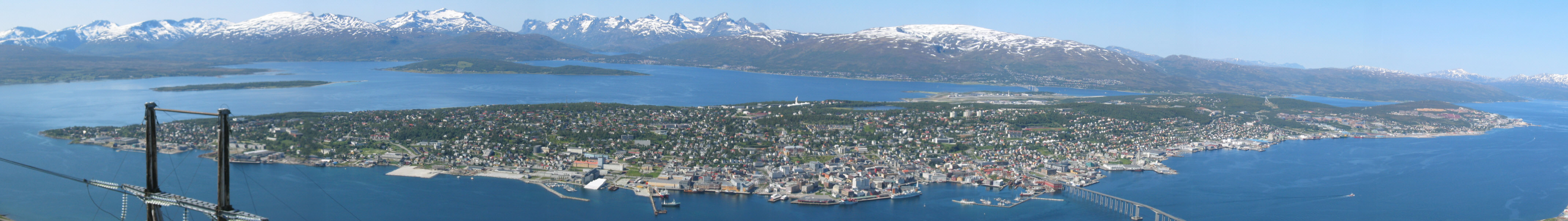
Tromsøya sedd från berget Fløya vid Tromsdalen.